# 新書・忍びの者
『新書・忍びの者』（しんしょ・しのびのもの）は、1966年12月10日に大映が配給した、池広一夫監督による日本映画である。市川雷蔵主演の忍びの者シリーズとしては第8作にして最終作。

## 概要
ストーリー的に前作までとのつながりはなく、舞台となる時代も戦国大名の武田氏と徳川氏の争いというシリーズの中で最も古い時代を扱っており、主人公は武田方のオリジナルの架空忍者・霞小次郎である。この後大映は市川雷蔵の死去により、松方弘樹を主演に『忍びの衆』を製作した。

## キャスト
- 霞小次郎：市川雷蔵
- 茜：安田道代
- 千歳：富士真奈美
- 黒戸左太夫：伊藤雄之助
- 武田信玄：石山健二郎
- 矢伏の猪十：五味龍太郎
- 斑夜叉丸：井上昭文
- 本多忠勝：島田竜三
- 霞勘兵衛：須賀不二男
- 徳川家康：内藤武敏
- 鰍の弥太蔵：水原浩一
- 鬼笛の音吉：伊達三郎
- 穴山梅雪：杉山昌三九
- 酒井忠次：南条新太郎
- 天野景貫：尾上栄五郎
- 山県昌景：原聖四郎
- 遊女屋の亭主：沖時男
- 武田勝頼：舟木洋一
- 一の目の九郎次：木村玄

## スタッフ
- 監督 : 池広一夫
- 企画 :  藤井浩明
- 撮影 : 田中省三
- 美術 : 太田誠一
- 音楽 : 渡辺岳夫
- 編集 : 菅沼完二
- 脚本 : 高岩肇

## 併映作品
- 『大魔神逆襲』

## 市川雷蔵主演 忍びの者シリーズ
- 忍びの者（1962年、監督：山本薩夫）
- 続・忍びの者（1963年、監督：山本薩夫）
- 新・忍びの者（1963年、監督：森一生）
- 忍びの者 霧隠才蔵（1964年、監督：田中徳三）
- 忍びの者 続・霧隠才蔵（1964年、監督：池広一夫）
- 忍びの者 伊賀屋敷（1965年、監督：森一生）
- 忍びの者 新・霧隠才蔵（1966年、監督：森一生）
- 新書・忍びの者（1966年、監督：池広一夫）